# 笑福亭木鶴

五枚笹は、笑福亭一門の定紋である。

笑福亭 木鶴（しょうふくてい きかく）とは、上方落語の名跡。
「木鶴」の名は、3代目笑福亭松喬が、師匠の2代目松鶴と京都の寄席招福亭（後の笑福亭）に出演していた際、師匠と不和になり師匠のみが大阪へ戻ることとなったため、「松」の字を分けて、「公」に別れて「木」一人、という意味で「木鶴」を名乗り、真打を張ったことに由来する。なお「木鶴」の名跡には、他に林家木鶴がある。
- 初代笑福亭木鶴 - 後の3代目笑福亭松鶴。
- 2代目笑福亭木鶴 - 本項にて記述。

2代目笑福亭 木鶴（1837年 - 1907年4月20日）は本名: 岡田 文里。享年70?。

## 経歴
役者出身であったという。初め初代桂文枝の門下で文里を名乗る。1882年頃に2代目笑福亭松鶴の門下に移り、二代目木鶴を襲名。松鶴と三代目松鶴が去った後の京都・笑福亭で、四十年近く真打を張る。その前歴から芝居噺や怪談噺が得意で、名人と謳われた。
役者出身だけあって余興の噺家芝居でも常に主役を張り、立派な出来だったという。役者であった為か落語家芝居（しかしばい）の『絵本太功記』の光秀、『新口村』の忠兵衛、『寺子屋』の千代などの大役を演じ真打の看板を遺憾なく発揮した。晩年は大阪に出て互楽派に入るも、間もなく死去。
実子は笑福亭喜鶴。初代桂文我と仲が良く、その子を養子とし、自らの子と共に噺家四代目笑福亭鶴松にしたが、どちらも大成しなかったという。

## 弟子
- 笑福亭小鶴